# 今治繊維リソースセンター
株式会社今治繊維リソースセンター（いまばりせんいリソースセンター）は、愛媛県今治市に本社を置き、繊維産業支援やタオル製品販売、テクスポート今治の運営などを行う企業。
東京、大阪、石川、浜松、倉敷、今治の6つの繊維産地をネットワークし、繊維産業の活性化を図ろうとする国の「繊維リソースセンター構想」にのっとて第3セクター方式で設立された。

## 業務
- 繊維産業支援
  - タオル等の繊維産業のトレンド・市場動向調査等の繊維産業支援を行っている。
- タオル製品販売
  - 本店（テクスポート今治内）・今治国際ホテル店（今治国際ホテル内）・松山エアポートストア（松山空港内）・南青山店（東京都港区南青山）を展開しタオル製品の販売を行っている。
- テクスポート今治の運営

## 沿革
- 1990年 - 「株式会社今治繊維リソースセンター」設立。
- 1991年 - 繊維リソースセンター（テクスポート今治）落成。